# چوار
چوار، شهری در بخش مرکزی شهرستان چوار در استان ایلام ایران است. این شهر، مرکز شهرستان چوار است. چوار در سال ۱۳۰۸ شمسی به نوشتهٔ سرتیپ حسینعلی رزم آرا، بیش از چهارصد تن جمعیت داشته‌است.

## مردم
مردم شهر چوار را کردها تشکیل می دهند و به گویش کردی‌ایلامی صحبت می کنند.

## جمعیت
بر پایه سرشماری عمومی نفوس و مسکن در سال ۱۳۹۵، جمعیت شهر چوار برابر با ۵٬۸۳۱ نفر (۱٬۵۶۲ خانوار) بوده‌است.